# Фереште Хосроуджерди
Фереште Хосроуджерди (перс. فرشته خسروجردی‎) — слабовидящая иранская певица. Слабовидящая от рождения, бежала из Ирана и жила в Великобритании в 2007 году после того, как подверглась домашнему насилию со стороны своего мужа. Её родители считали её божьим наказанием и грозились облить её бензином и поджечь, если она, вопреки религиозным запретам, будет петь на публике.
Выступает в составе Inner Vision Orchestra.
В 2013 году она была названа одной из 100 женщин BBC.